# Loute
Loute ist ein französischer Familienname. Er ist die französische Form des deutschen Namens Luther.

## Namensträger
- Alain Loute (* 1979), belgischer Philosoph
- Frédéric Loute, französischer Jurist
- Etienne Loute (* 1943), belgischer Professor und Pastor
- Daniel Loute (* 1990), beninischer Fußballnationalspieler nigerianischer Abstammung
- Isaac Louté (* 1991), beninischer Fußballnationalspieler nigerianischer Abstammung